# Хартия труда (Испания)
Хартия труда (исп. Fuero del Trabajo) — нормативно-правовой акт Испанского Государства, вступивший в силу 9 марта 1938 года. Проект Хартии был составлен по образцу итальянской Хартии труда (Carta del Lavoro), обнародованной Большим итальянским фашистским советом в апреле 1927 года.
Хартия труда регулировала трудовое право в Испанском государстве, а также образовывала новые организации и органы власти, такие как Испанская организация синдикатов и Магистратура по трудовым спорам. В 1967 году произошли поправки к Хартии в соответствии с Органическим Законом Государства.

## Этимология
Для обозначения закона, регулировавшего трудовое право в Испании, слово «fuero» было выбрано не случайно. Оно восходит к слову слова фуэрос, своду законов в государствах Пиренейского полуострова в Средние века, где авторитеты (монархи или феодалы) имели право даровать или же отменять права и свободы подданных или отдельных общин.
Следовательно, Испанское государство, предоставляя такие права и свободы (вместо того, чтобы признавать их существование как часть неотъемлемых прав граждан), также имеет право аннулировать их, что может приводить к неограниченным правам испанской власти над трудоспособными гражданами.

## Предыстория

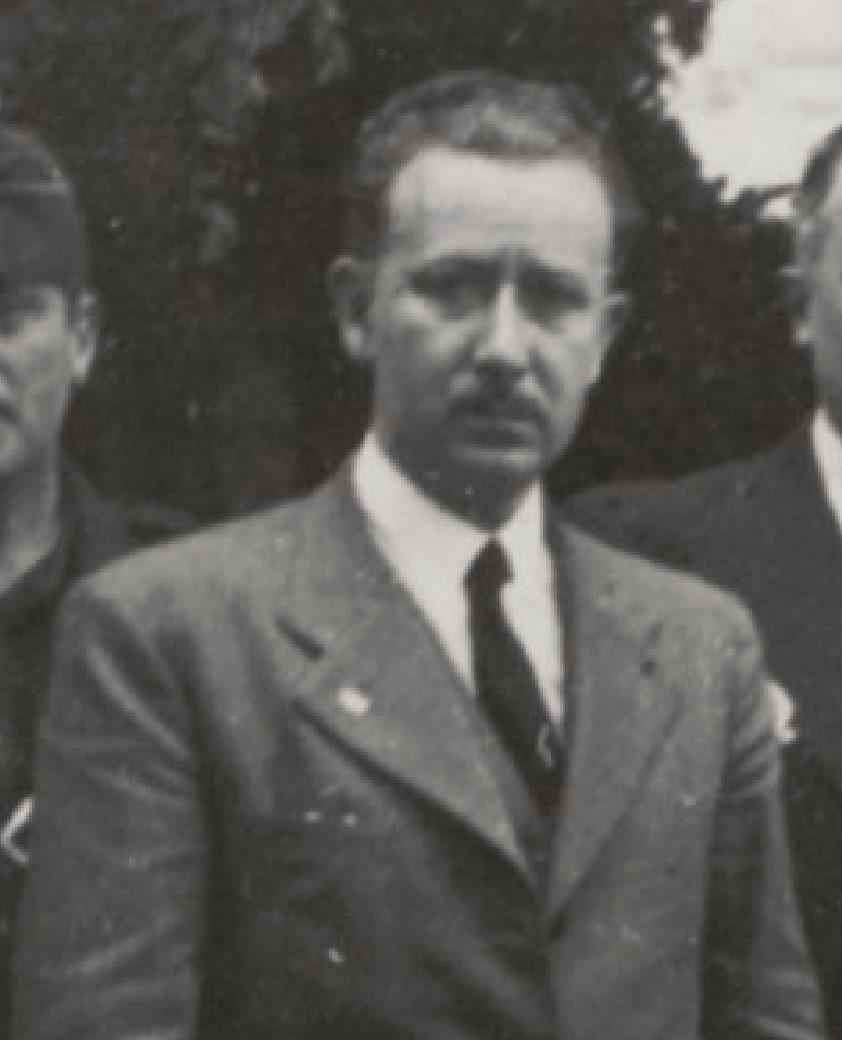
Педро Гонсалес-Буэно, министр по делам организации и профсоюзной деятельности

Главным разработчиком и составителем проекта выступал министр по делам организации и профсоюзной деятельности Педро Гонсалес-Буэно. Имя специальность инженера-строителя, во франкистской Испании он участвовал в первой Комиссии по промышленности и торговле, а потом лично сотрудничал с техническими службами Испанской Фаланги СНСН.
Положение Хартии труда было написано с упором на идеи национал-синдикализма и фалангизма, поэтому основными документами, служащими источниками идеи о её формировании, были 27 пунктов Испанской Фаланги союзов национал-синдикалистского наступления, а также положение о Хартии труда 1927 года в Итальянской империи.
Именно благодаря этим документам положение о Хартии труда оказало определённое влияние на рабочий вопрос и средства массовой информации во время Гражданской войны и диктатуры Франсиско Франко.

## Положения Хартии

### Трудовые права и обязанности

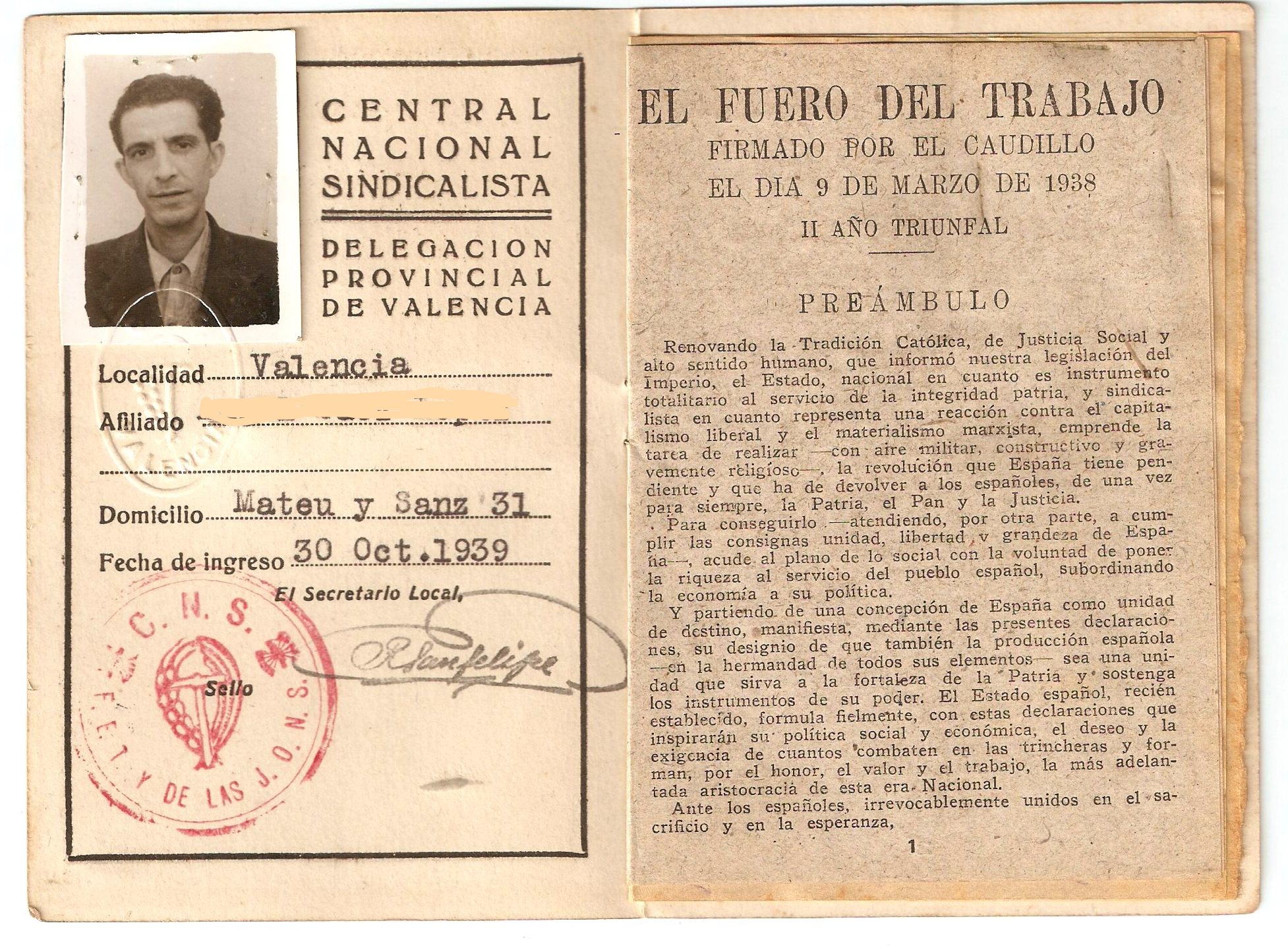
Визитная карточка Национального синдикалистского центра

Согласно положению Хартии труда, каждый полностью дееспособный и трудоспособный испанец обязан заниматься рабочей деятельностью при достижении совершеннолетия. Труд рассматривается как участие человека в производстве посредством добровольного использования его способностей, как интеллектуальных, так и физических, в соответствии с личным призванием, в целях благопристойности и лучшего развития народного хозяйства.
Тем не менее, поскольку труд является обязанностью всех испанцев, не являющихся инвалидами, он также является правом каждого гражданина, и поэтому каждый человек, проживающий и работающий в Испании имеет право требовать помощи и защиты со стороны государства:
<...> Право на труд рассматривается как следствие долга, возложенного на человека Богом для достижения его индивидуальных целей и для обеспечения процветания и величия родины...Торкуато Фернандес-Миранда, Хартия труда, стр. 179

### Право на отдых
Согласно положению Хартии труда, государство гарантирует каждому испанцу следующие права:
- право на воскресный отдых
- право на ежегодные оплачиваемые отпуска
- право на обязательный перерыв во время 8-часового рабочего дня

Также Испанское государство обеспечивает создание необходимых учреждений для обеспечения отдыха трудящихся и их доступа к пользованию благами культуры, здравоохранения, спорта.

### Право на семейное пособие
Согласно положению Хартии труда, каждый гражданин Испании имеет право на семейное пособие .Вознаграждение работника будет находиться в прямой зависимости от размера его семьи.

### Право на социальное возмещение и безопасность
Согласно положению о Хартии труда, каждому работнику гарантирована и обеспечена социальное возмещение и безопасность в случае чрезвычайных происшествий. Социальное страхование работника подразделяется на следующие категории: по старости, по инвалидности, по беременности и родам, по несчастным случаям на производстве, по профессиональным заболеваниям, по туберкулёзу, а также по причине вынужденной безработице.
Также, при этом праве пожилым работникам будет обеспечена достаточная пенсия.

### Право на частную собственность
Согласно положению Хартии труда, государство признает и охраняет частную собственность как естественное средство выполнения семейных, индивидуальных и общественных функций и берёт на себя задачу умножения и обеспечения доступности для всех испанцев тех форм собственности, которые имеют жизненно важное отношение к человеческой личности: семейного жилища, наследования земли и орудий труда или предметов повседневного пользования.

## Значение Хартии труда для Испании
Хартия труда сыграла значительную роль в будущем испанском законодательстве. С одной стороны, Хартия труда закрепило главную роль государства как прямого посредника между работниками и работодателями, тем самым укрепив роль государства в сфере экономики.
С другой же стороны, Хартия труда оказалась документом, определяющим основные социальные права испанцев, а также руководящие принципы государства в вопросах труда. Начиная с этого документа правительство Испании начало активно заниматься социальной политикой:
Политическое значение того, что мы сейчас изучаем, Хартии труда, должно быть понято с точки зрения цели государства, в сфере осуществления социальной справедливости и установления руководящих принципов в этом вопросе, а также в закреплении прав и обязанностей испанцев в области социальной политики…Торкуато Фернандес-Миранда, Хартия труда, стр. 180-181
Вместе с этим, Хартия труда закрепила в испанском трудовом законодательстве XX века следующие принципы:
- Социальная справедливость как руководящий принцип государства.
- Персональный характер работы.
- Государственная охрана труда.
- Личный характер имущества и семейного имущества.
- Социальная направленность компании.
- Подчинение экономики национальным интересам государства.
- Признание частной инициативы и субсидиарного характера государства в сфере производства.
- Профсоюзная организация экономики.